# Karboniový ion
Karboniový ion je obecně jakýkoliv kation s pětivazným atomem uhlíku. Označení karbonium se také používá pro nejjednodušší ion z této skupiny, což je methanium (CH +
5 ).
Nejjednodušší z ostatních karboniových iontů mají dva atomy uhlíku; ethynium, tedy protonovaný ethyn (C2H +
3 ), ethenium, protonovaný ethen (C2H +
5 ) a ethanium, protonovfaný ethan ((C2H +
7 )). Ethanium bylo zkoumáno pomocí infračervené spektroskopie. Dalším prozkoumaným karboniovým iontem je oktonium (C8H +
19 ). Karboniové ionty mívají rovinnou geometrii.
Ve starší literatuře se pojem „karboniové ionty“ používal pro částice v současnosti nazývané karbeniové ionty. Současnou definici navrhl George Andrew Olah v roce 1972.
Karboniové ionty jsou většinou nestabilní, existují však i poměrně stabilní, jako například komplex pentakis(trifenylfosfinozlato(I))methanium (PH3PAu)5C+.

## Příprava
Karboniové ionty lze vytvořit reakcí alkenu s velmi silnou zásadou. V průmyslové výrobě vznikají při tepelném krakování ropy.